# Mitomanía
Los términos mitomanía, mentira patológica y pseudología fantástica hacen referencia al trastorno caracterizado por una tendencia compulsiva por mentir. En especial, se habla de mitomanía cuando se incurre en anécdotas obviamente falsas, a menudo incluso en ocasiones en las que no resulta beneficioso para el paciente y éste no tiene un claro motivo para hacerlo.  
La mitomanía fue descrita por primera vez en la literatura médica en 1898 por Anton Delbrück y, a pesar de ser un tema controvertido, la mentira patológica se ha definido como una invención inconsciente y demostrable de acontecimientos muy poco probables y fácilmente refutables.

## Estadística
Aunque se ha escrito poco acerca de la mentira patológica, un estudio encontró una prevalencia de casi 1 de cada 1000 menores de edad. La edad promedia es desde la infancia y el estudio demostró que afecta igual a hombres y mujeres. El 40 % de los casos estudiados presentaban una alteración del sistema nervioso central.[cita requerida]

## Características
Las características que definen la pseudología fantástica son
1. Las historias contadas no son del todo improbables, ya que a menudo tienen algún atisbo de verdad y suelen ser muy formuladas (esto puede deberse a que se piensa demasiado en todas las probabilidades de que un evento se lleve a cabo, de qué manera y en qué circunstancias). Las historias no son delirios o una manifestación de la psicosis: si se le presiona, la persona puede llegar a admitir que lo que cuenta no es cierto, aunque de mala gana y en casos más fuertes el individuo no admitirá la verdad, generalmente terminará desviando la conversación con halagos físicos u otros temas relacionados que contengan mayor veracidad.
2. La tendencia a mentir es duradera, no es provocada por una situación inmediata o por la presión social sino que más bien se trata de una característica de perturbación  de la personalidad.
3. El motivo interno último, no el externo, de dicho comportamiento se puede discernir clínicamente.
4. Las historias contadas tienden a presentar al mentiroso de manera favorable. Por ejemplo, la persona puede presentarse a sí misma como alguien increíblemente valiente o sabio.
5. No se trata simplemente de mentir ocasionalmente, sino de un patrón de comportamiento engañoso y deshonesto que puede interferir en las relaciones personales, sociales y laborales de la persona afectada.[2]

La pseudología fantástica también puede presentarse como falsos recuerdos, donde el paciente realmente cree que los acontecimientos ficticios han tenido lugar, sin tener en cuenta que estos eventos son fantasías de su mente. La víctima puede creer haber realizado actos sobrehumanos del altruismo y amor o actos igualmente grandiosos de maldad, que responden a sus propias fantasías; generalmente se crea tanto un perfil de cada persona que ve y de como admira una personalidad en específico, se podría decir abiertamente que esta persona no adquiere una personalidad aunque tenga un carácter generalmente negativo.

## Los mentirosos patológicos
La mentira en el caso de los mentirosos patológicos es un acto inconsciente por adicción a mentir.
Mentir con frecuencia es un síntoma de varias enfermedades mentales. Por ejemplo, las personas que sufren de trastorno de personalidad antisocial utilizan las mentiras sencillamente porque necesitan afecto. En la mentira patológica, por el contrario, el individuo constantemente miente sin obtener ningún beneficio personal. Las mentiras suelen ser transparentes y con frecuencia parecen bastante creíbles. 
Hay muchas consecuencias de ser un mentiroso patológico. Debido a la falta de confianza, la mayoría de las relaciones y amistades de los mentirosos patológicos fracasan. Si la enfermedad continúa avanzando, la mentira podría llegar a ser tan severa como para causar problemas legales, relacionados con el fraude. 
La psicoterapia parece ser uno de los únicos métodos para el tratamiento de una persona que sufre la mentira patológica. No ha habido ninguna investigación realizada sobre el uso de medicamentos farmacéuticos para el tratamiento de los mentirosos patológicos.[cita requerida] Algunas investigaciones sugieren que ciertas personas puedan tener una "predisposición a la mentira" debido al trastorno de la personalidad. [cita requerida]
La mentira patológica es un fenómeno complejo, a diferencia de otras enfermedades mentales. Tiene muchos cambios en su vida las consecuencias para aquellos que tienen que vivir con la enfermedad. En la actualidad, el paciente rara vez se puede curar con ayuda psicológica.